# Colibri serrirostris
Colibri serrirostris là một loài chim trong họ Chim ruồi.

## Hình ảnh

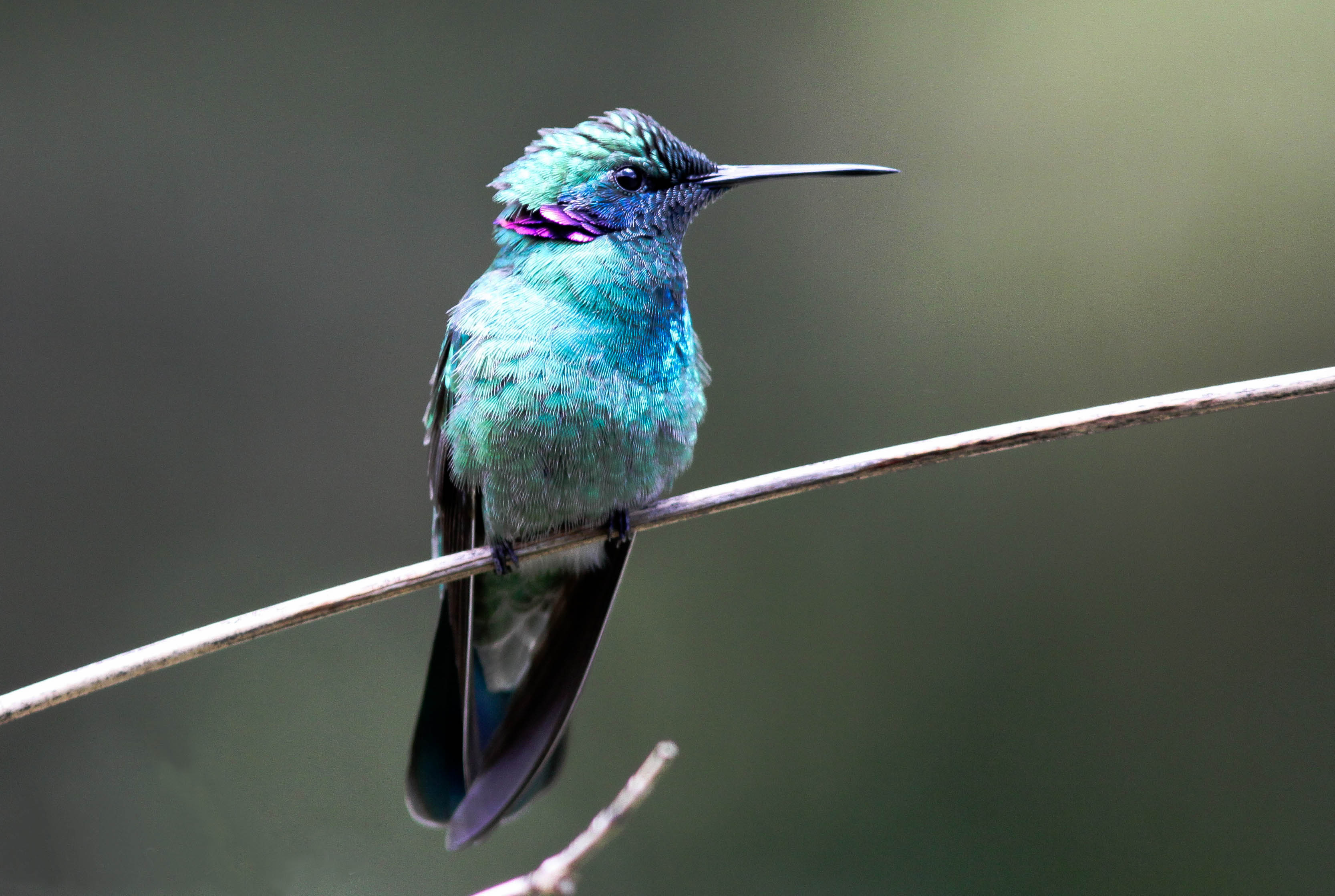
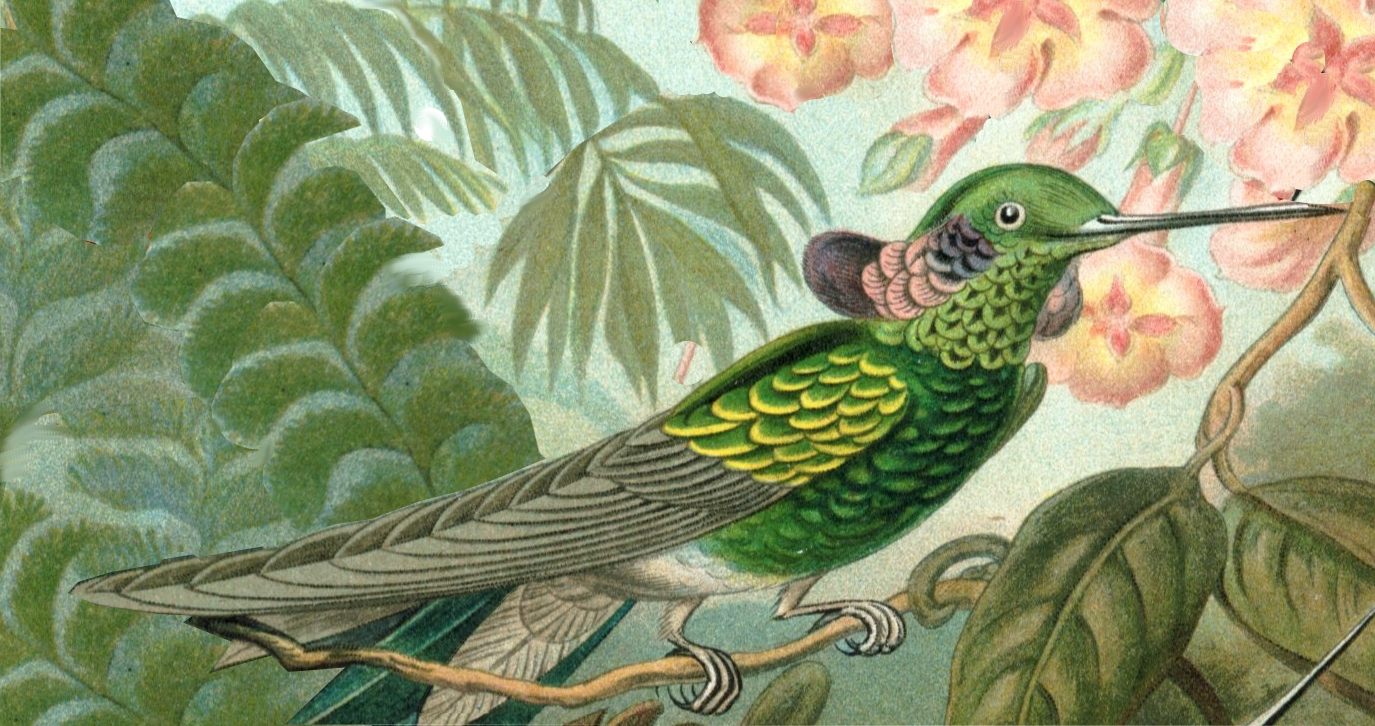
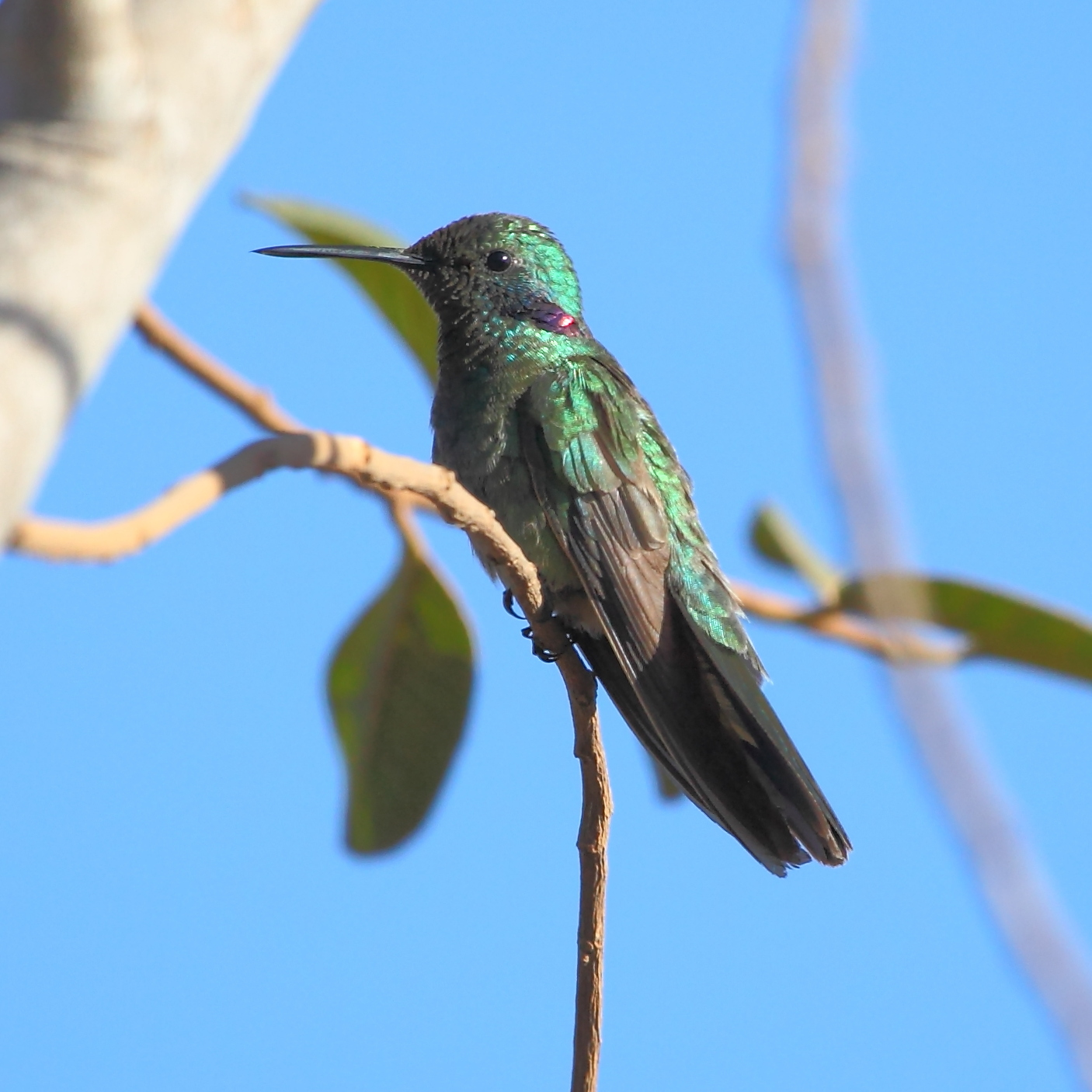